# Niklas Gudmundsson
Niklas Lars Roger Gudmundsson (ur. 6 lipca 1970 w Trönninge) – szwedzki piłkarz występujący na pozycji pomocnika.

## Kariera klubowa
Gudmundsson karierę rozpoczynał w 1988 roku w drugoligowym zespole Halmstads BK. W tym samym roku wywalczył z nim awans do pierwszej ligi. Następnie spadł z niej w 1991 roku, ale rok później awansował z powrotem do pierwszej ligi. W 1995 roku zdobył z zespołem Puchar Szwecji.
Pod koniec 1995 roku został wypożyczony do angielskiego Blackburn Rovers. W Premier League zadebiutował 20 stycznia 1996 w wygranym 3:0 meczu z Sheffield Wednesday. W marcu 1996 został wykupiony przez Blackburn. W sezonie 1996/1997 przebywał na wypożyczeniu w Ipswich Town z Division One.
W 1997 roku Gudmundsson wrócił do Szwecji, gdzie został graczem pierwszoligowego klubu Malmö FF. W 1999 roku spadł z nim do drugiej ligi. W 2001 roku przeszedł do pierwszoligowego Elfsborga, z którym w tym samym roku zdobył Puchar Szwecji. W Elfsborgu grał do 2002 roku. Następnie występował w drużynie Ängelholms FF, gdzie w 2007 roku zakończył karierę.

## Kariera reprezentacyjna
W 1992 roku Gudmundsson jako członek kadry U-23 wziął udział w Letnich Igrzyskach Olimpijskich, zakończonych przez Szwecję na ćwierćfinale.
W pierwszej reprezentacji Szwecji Gudmundsson zadebiutował 21 sierpnia 1991 w przegranym 0:2 towarzyskim meczu z Polską. W latach 1991–1995 w drużynie narodowej rozegrał 7 spotkań.